# Petrus Kanisius Ojong
Petrus Kanisius Ojong (ur. 25 lipca 1920 w Bukittinggi, zm. 31 maja 1980 w Dżakarcie) – indonezyjski dziennikarz i przedsiębiorca.
Wraz z Jakobem Oetamą założył gazetę „Kompas” i grupę Kompas Gramedia, największy koncern mediowy na rynku indonezyjskim.